# Persone di nome Luigi/Attori
| Questa pagina contiene informazioni ricavate automaticamente dalle voci biografiche con l'ausilio del template Bio e di un bot. L'aggiornamento è periodico e automatico e ricostruisce completamente la pagina. Se manca una persona in questa lista, sei pregato di non aggiungerla, ma accertati piuttosto che la sua voce biografica contenga il template Bio e che i dati anagrafici siano correttamente compilati. Se il template Bio manca, inseriscilo tu stesso o, in alternativa, metti l'avviso {{tmp\|Bio}} che ne segnala la mancanza. Se i dati riportati sono sbagliati, correggi direttamente la voce biografica; le modifiche saranno visibili in questa lista entro pochi giorni. Per chiarimenti vedi il progetto antroponimi. La lista contiene solo le 56 persone che sono citate nell'enciclopedia e per le quali è stato implementato correttamente il template Bio. Pagina aggiornata al 6 ago 2025. |

Questa è una lista di persone presenti nell'enciclopedia che hanno il nome Luigi e sono attori.

## A(2)
- Luigi Almirante, attore e comico italiano (Tunisi, n. 1884 - Roma, † 1963)
- Gigi Angelillo, attore, doppiatore e regista teatrale italiano (Gioia del Colle, n. 1939 - Roma, † 2015)

## B(6)
- Gino Baghetti, attore e doppiatore italiano (Pavia, n. 1901 - Roma, † 1977)
- Gigi Ballista, attore italiano (Firenze, n. 1918 - Roma, † 1980)
- Luigi Baricelli, attore, attivista e conduttore televisivo brasiliano (n. 1971)
- Luigi Batzella, attore e regista italiano (San Sperate, n. 1924 - San Sperate, † 2008)
- Luigi Bonos, attore tedesco (Berlino, n. 1910 - Roma, † 2000)
- Luigi Maria Burruano, attore italiano (Palermo, n. 1948 - Palermo, † 2017)

## C(6)
- Luigi Carini, attore italiano (Cremona, n. 1869 - Roma, † 1943)
- Luigi Casellato, attore italiano (Torino, n. 1924 - Roma, † 1981)
- Luigi Catani, attore italiano (Napoli, n. 2000)
- Luigi Catoni, attore e comico italiano (Firenze, n. 1893 - † 1953)
- Luigi Chiesa, attore italiano (Torino)
- Luigi Cimara, attore italiano (Roma, n. 1891 - Roma, † 1962)

## D(5)
- Luigi Erminio D'Olivo, attore italiano (Bassano del Grappa, n. 1900 - Roma, † 1973)
- Luigi De Filippo, attore, commediografo e regista italiano (Napoli, n. 1930 - Roma, † 2018)
- Luigi Di Capua, attore, sceneggiatore e comico italiano (Roma, n. 1986)
- Luigi Di Fiore, attore italiano (Milano, n. 1964)
- Luigi Diberti, attore e doppiatore italiano (Torino, n. 1939)

## F(1)
- Luigi Fedele, attore italiano (Pisa, n. 1998)

## G(4)
- Luigi Garrone, attore italiano (Torino, n. 1886 - Roma, † 1950)
- Luigi Gatti, attore italiano (Roma, n. 1909 - Roma, † 1977)
- Luigi Giuliani, attore italiano (San Giuliano Terme, n. 1940 - Roma, † 2018)
- Luigi Antonio Guerra, attore italiano

## I(1)
- Luis Induni, attore italiano (Romano di Lombardia, n. 1920 - Barcellona, † 1979)

## L(5)
- Gino La Monica, attore, doppiatore e direttore del doppiaggio italiano (Portici, n. 1944)
- Luis Landriscina, attore e scrittore argentino (Colonia Baranda, n. 1935)
- Gino Lavagetto, attore e sceneggiatore italiano (Genova, n. 1938)
- Luigi Leoni, attore italiano (Casperia, n. 1935 - Roma, † 2024)
- Luigi Lo Cascio, attore e regista italiano (Palermo, n. 1967)

## M(6)
- Luigi Maggi, attore e regista italiano (Torino, n. 1867 - Torino, † 1946)
- Luigi Mele, attore e regista italiano (Napoli - † 1921)
- Luigi Mezzanotte, attore italiano (Meldola, n. 1941)
- Luigi Moneta, attore italiano (Milano, n. 1870 - Roma, † 1964)
- Luigi Montini, attore e doppiatore italiano (Milano, n. 1934)
- Gigio Morra, attore italiano (Napoli, n. 1945 - Napoli, † 2024)

## O(1)
- Luigi Ornaghi, attore italiano (Treviglio, n. 1931 - Treviglio, † 2006)

## P(7)
- Luigi Pavese, attore e doppiatore italiano (Asti, n. 1897 - Roma, † 1969)
- Luigi Petrazzuolo, attore italiano (San Giorgio a Cremano, n. 1988)
- Luigi Petrucci, attore italiano (Napoli, n. 1958)
- Luigi Petrungaro, attore italiano (Seminara, n. 1904 - San Lazzaro di Savena, † 1990)
- Luigi Pisani, attore italiano (Agropoli, n. 1981)
- Luigi Pistilli, attore italiano (Grosseto, n. 1929 - Milano, † 1996)
- Gigi Proietti, attore e doppiatore italiano (Roma, n. 1940 - Roma, † 2020)

## R(2)
- Luigi Rasi, attore e drammaturgo italiano (Ravenna, n. 1852 - Milano, † 1918)
- Luigi Russo, attore, regista e sceneggiatore italiano (Sanremo, n. 1931 - Bracciano, † 2014)

## S(6)
- Gigi Reder, attore e doppiatore italiano (Napoli, n. 1928 - Roma, † 1998)
- Gino Saltamerenda, attore italiano (Roma, n. 1902 - Roma, † 1951)
- Luigi Savini, attore e direttore del doppiaggio italiano (Ravenna, n. 1891 - Bologna, † 1979)
- Gigi Savoia, attore italiano (Napoli, n. 1954)
- Luigi Serventi, attore e regista italiano (Roma, n. 1885 - Roma, † 1976)
- Luigi Soldati, attore, regista e produttore cinematografico italiano (Roma, n. 1948 - Roma, † 1996)

## T(1)
- Luigi Tosi, attore italiano (Verona, n. 1915 - Roma, † 1989)

## V(2)
- Luigi Vannucchi, attore italiano (Caltanissetta, n. 1930 - Roma, † 1978)
- Fanfulla, attore, comico e trasformista italiano (Roma, n. 1913 - Bologna, † 1971)

## Z(1)
- Luigi Zerbinati, attore italiano (Cento, n. 1909 - Roma, † 1982)